# Cassandra (nome)
Cassandra  è un nome proprio di persona italiano femminile.

## Varianti
- Maschili: Cassandro[3]

### Varianti in altre lingue
- Catalano: Cassandra[6]
  - Maschili: Cassandre[6]
- Ceco: Kassandra
- Croato: Kasandra
- Francese: Cassandra[5]
- Greco antico: Κασσάνδρα (Kassandra)[2][4][5][7], Kasandra[7]
  - Maschili: Κάσσανδρος (Kassandros)[4][8]

- Inglese: Cassandra[5][9], Kassandra[5][9]
  - Ipocoristici: Cass[5][9], Cassie[5][9], Kassy[5], Sandra[9]
- Latino: Cassandra[2][3][4][5]
  - Maschili: Cassander[3][8]
- Olandese: Cassandra
  - Maschili: Cassander
- Polacco: Kasandra[5], Kassandra
  - Maschili: Kasander, Kassander

- Portoghese: Cassandra[5]
  - Maschili: Cassandro
- Spagnolo: Casandra[5][6]
  - Maschili: Casandro[6]
- Tedesco: Cassandra[5], Kassandra
  - Maschili: Kassander
- Ungherese: Kasszandra
  - Maschili: Kasszandrosz

## Origine e diffusione

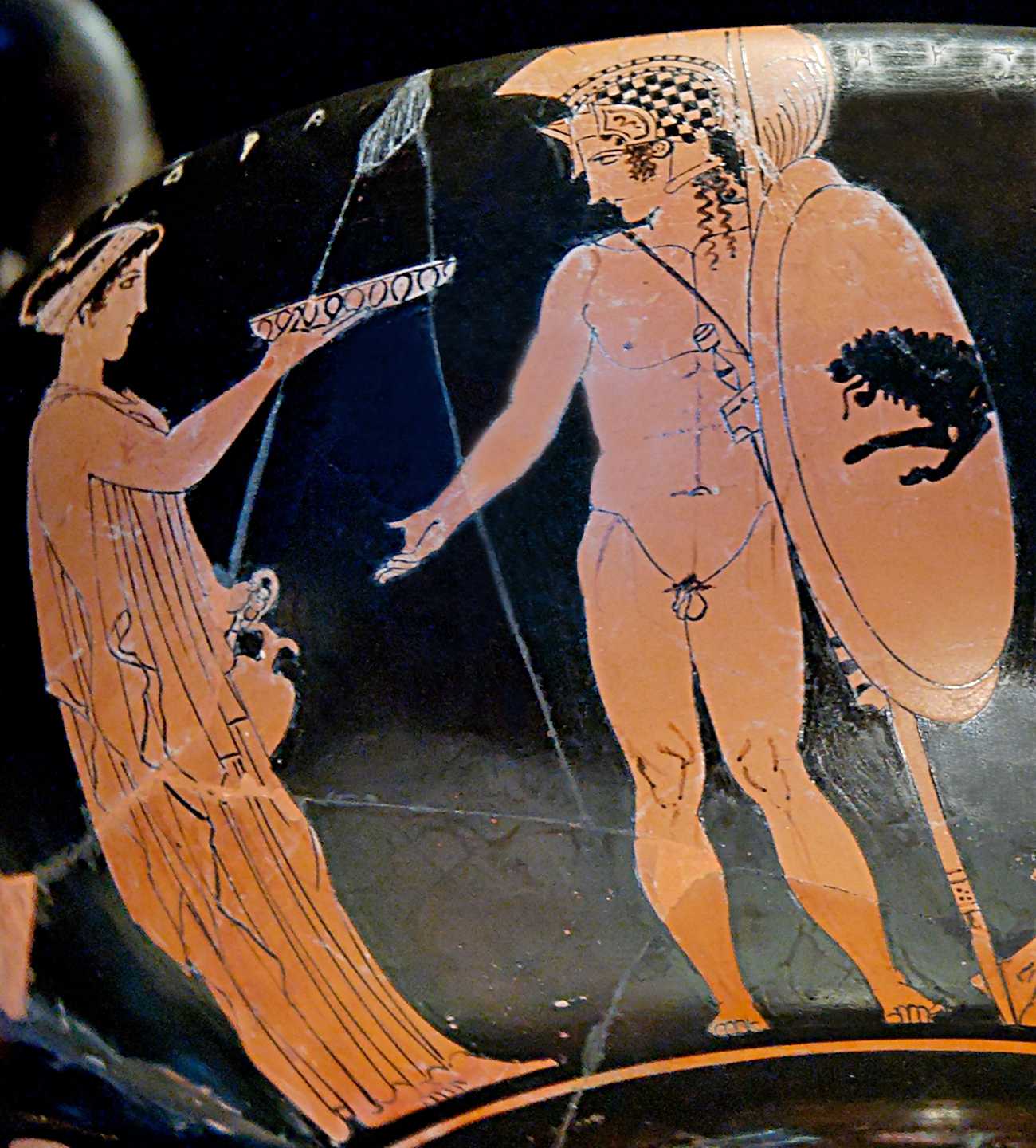
Cassandra ed Ettore su un kántharos attico del pittore di Eretria.

È un nome di tradizione classica, portato nella mitologia greca da Cassandra, figlia del re di Troia Priamo e profetessa condannata a non essere mai creduta; la sua figura tragica appare in poemi di Omero e Virgilio e in varie tragedie, e il suo nome è stato ripreso per l'uso comune in epoca rinascimentale.
Il nome, che continua il greco antico Κασσανδρα (Kassandra), è di origine incerta; il secondo elemento viene generalmente ricondotto al greco ανηρ (aner, "uomo", genitivo ανδρος, andros), mentre riguardo al primo sono state formulate molte ipotesi:
- κεκασμαι (kekasmai), καδ (kad) o καίνυμαι (kainumai, tutti "eccellere", "superare"), quindi "eccellente come un uomo", "uomo che eccelle"[1][4][9]
- κασις (kasis, "sorella"), quindi "sorella di un valoroso"[10]
- κασσα (kassa, "prostituta", "cortigiana")[6], una possibilità però generalmente rigettata[9]
- il protoindoeuropeo kand ("splendere")[7]

Non mancano fonti che sostengono un'origine completamente pre-greca o non greca del nome, che sarebbe stato ellenizzato a posteriori.
Durante il Medioevo il nome divenne comune in Inghilterra, grazie alla popolarità dei racconti dell'epoca riguardanti la Guerra di Troia; rarificatosi, venne ripreso nel XX secolo.

## Onomastico
Il nome è adespota, non essendoci state sante che lo abbiano portato. L'onomastico si può festeggiare il 1º novembre, giorno di Ognissanti.

## Persone

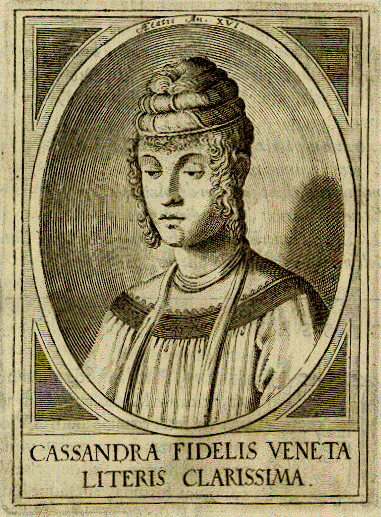
Cassandra Fedele

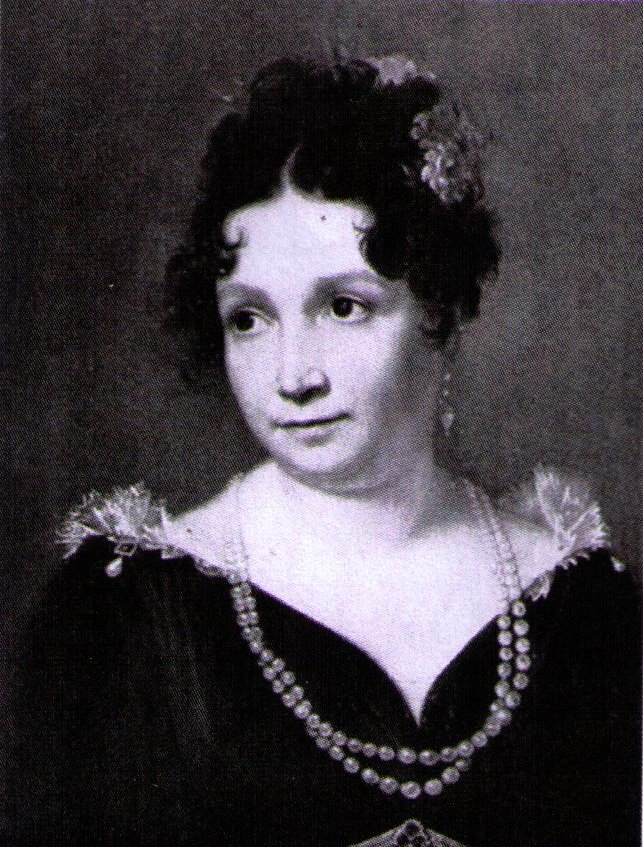
Cassandra Luci

- Cassandra Clare, scrittrice statunitense
- Cassandra Crumpton, cestista statunitense
- Cassandra Fedele, umanista italiana
- Cassandra Gava, attrice e produttrice cinematografica statunitense
- Cassandra Harris, attrice australiana
- Cassandra Lynn, modella statunitense
- Cassandra Luci, nobildonna italiana
- Cassandra Marinoni, nobildonna italiana
- Cassandra Morris, attrice e doppiatrice statunitense
- Cassandra Patten, nuotatrice britannica
- Cassandra Peterson, attrice, sceneggiatrice e personaggio televisivo statunitense
- Cassandra Raffaele, cantautrice italiana
- Cassandra Rios, scrittrice brasiliana
- Cassandra Steen, cantautrice tedesca
- Cassandra Tate, atleta statunitense
- Cassandra Wilson, cantante statunitense

### Variante maschile Cassandro
- Cassandro, re di Macedonia

## Il nome nelle arti
- Cassandra è personaggio del musical Cats.
- Cassandre è uno pseudonimo usato da Adolphe Mouron, pubblicitario francese.
- Cassandro è un personaggio della serie di romanzi e film Harry Potter, scritta da J. K. Rowling.
- Cassandro è una maschera della commedia dell'arte.
- Cassandra "Cassie" Ainsworth è un personaggio della serie televisiva Skins.
- Cassandra Alexandra è un personaggio della serie di videogiochi Soulcalibur.
- Cassandra "Cassie" Blake è un personaggio della serie di romanzi I diari delle streghe, scritta da Lisa Jane Smith, e della serie televisiva da essa tratta The Secret Circle.
- Cassandra Cain è un personaggio dei fumetti DC Comics.
- Cassandra Cooper Ingalls è un personaggio della serie televisiva La casa nella prateria.
- Cassandra Lang, più nota come Stature, è un personaggio dei fumetti Marvel Comics.
- Cassandra Nova è un personaggio dei fumetti Marvel Comics.
- Cassandra Pentaghast è un personaggio della serie di videogiochi Dragon Age.
- Cassandra Reggiani è un personaggio della serie televisiva Non dirlo al mio capo.
- Cassandra Spender è un personaggio della serie televisiva X-Files.
- Cassandra Webb, più nota come Madame Web, è un personaggio dei fumetti Marvel Comics.

## Toponimi
- 114 Kassandra è un asteroide della fascia principale, che prende il nome dalla figura mitologica.
- In Valmalenco, nelle Alpi Lombarde, in prossimità del Monte Disgrazia sono situati il Pizzo Cassandra, il ghiacciaio Cassandra, il Passo Cassandra e i Laghetti della Cassandra.